# Чумацкий шлях
Чума́цкий шлях (укр. Чумацький шлях) — торгово-извозный путь, по которому чумаки с XVI по XIX век возили соль с черноморского побережья Крыма и Приазовья, а обратно с центральных регионов Украины — зерно и другие сельскохозяйственные продукты. Поздне́е также — украинское название  Млечного Пути (астрономического явления и галактики).

## Маршрут
Пролегал по левому берегу Днепра через запорожские степи до Перекопского перешейка, а оттуда на Крымский полуостров. Утратил стратегическое значение в 1870-х — 1880-х годах в связи с развитием железных дорог и речного транспорта, вследствие чего «чумацкий промысел» постепенно угас.
В 2007 году, в память об этом историческом маршруте, оказавшем влияние на историю страны, Национальный банк Украины выпустил памятную монету, изображающую обоз чумаков, идущий по Чумацкому шляху.